# Раскладка клавиатуры дзонг-кэ

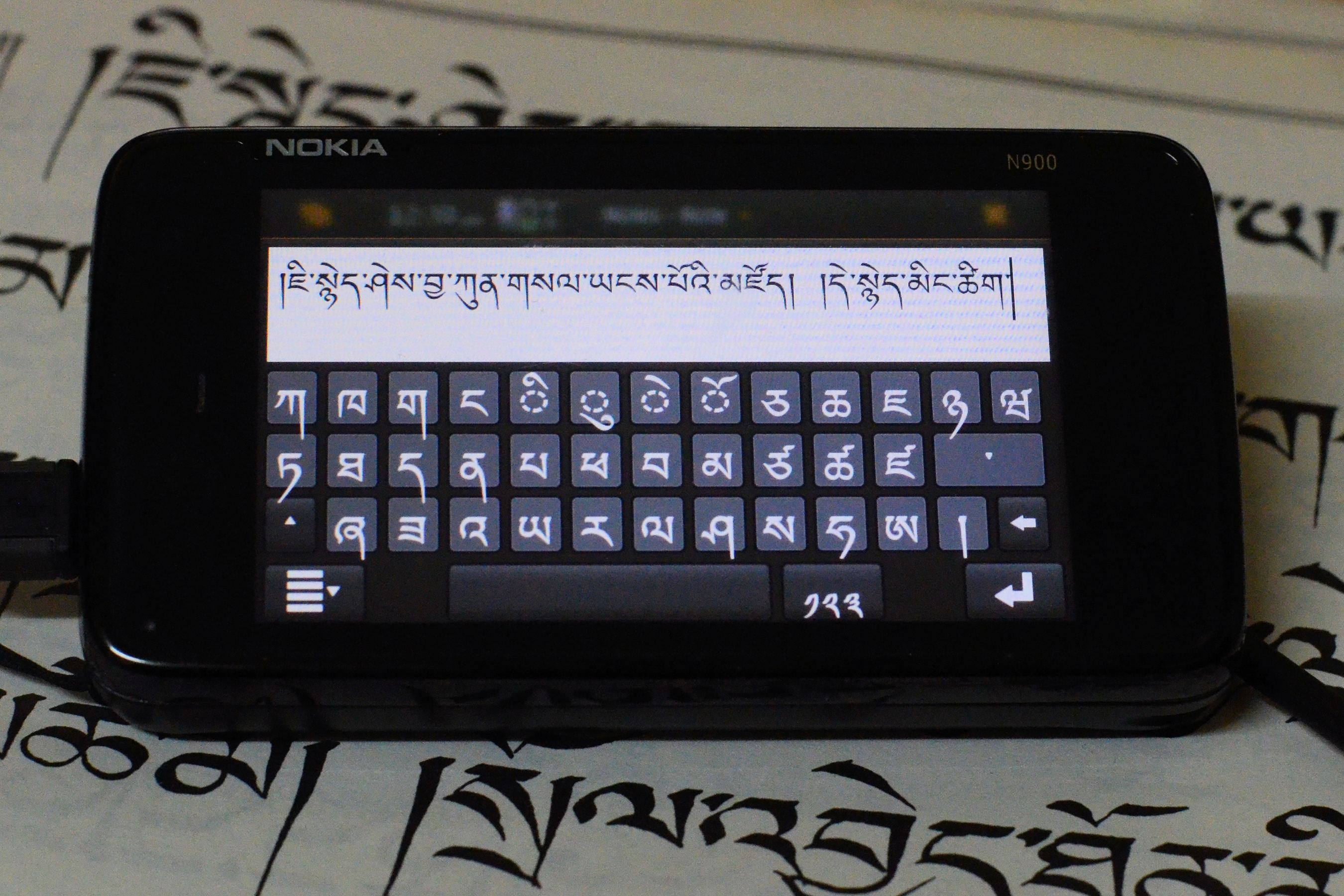
Раскладка клавиатуры дзонг-кэ на смартфоне

Схема раскладки клавиатуры дзонг-кэ разработана для простого ввода текста на дзонг-кэ (རྫོང་ཁ) и классическом тибетском (ཆོས་སྐད) на компьютерах.
Раскладка клавиатуры дзонг-кэ (dz) включена в распространение XFree86.